# آلان بوساك
آلان أوبري بوساك، (23 فبراير 1946)، رجل دين في الكنيسة الإصلاحية في جنوب إفريقيا وسياسي وناشط مناهض للفصل العنصري. حُكم عليه بالسجن بتهمة الاحتيال في عام 1999، لكنه حصل بعد ذلك على عفو رسمي وأعيد إلى منصب رجل دين في أواخر عام 2004.
جنبًا إلى جنب مع بايرز نود وويني ماديكيزيلا مانديلا، فاز بوساك بجائزة روبرت ف.كينيدي لحقوق الإنسان لعام 1985 التي يمنحها سنويًا مركز روبرت ف.كينيدي للعدالة وحقوق الإنسان لفرد أو مجموعة بسبب نشاطها في هذا المجال. 

## عالم لاهوت ورجل دين وناشط
نشأ بوساك في كاكاماس، أصبح ناشطًا في الفرع الملون المنفصل وبدأ العمل كقس في بارل. أصبح معروفاً آنذاك بأنه عالم لاهوت، وذلك مع نشر أعمال الدكتوراه الخاصة به (وداعاً للبراءة، 1976). خلال العقد التالي، استمر في كتابة الكتب ومجموعات المقالات والخطابات.
انتُخب بوساك رئيسًا للتحالف العالمي للكنائس الإصلاحية في عام 1982، وهو المنصب الذي شغله حتى عام 1991.
برز خلال الثمانينيات بصفته ناقدًا صريحًا ومعارضًا لسياسات الحزب الوطني ولعب دورًا رئيسيًا في مناهضة الفصل العنصري بصفته راعيًا للجبهة الديمقراطية المتحدة من عام 1983 إلى عام 1991. في عام 1991، انتُخب بوساك رئيسًا لمنطقة كيب الغربية في المؤتمر الوطني الأفريقي.
استقال بوساك من الكنيسة الإصلاحية الهولندية في عام 1990 بعد ظهور تفاصيل علاقته خارج نطاق الزواج مع مقدمة البرامج التلفزيونية إلنا بوثا؛ ثم تزوجا لاحقًا.
في يونيو 2013، عينت المدرسة اللاهوتية المسيحية وجامعة بتلر في إنديانابوليس بولاية إنديانا بوساك كأستاذ للسلام والعدالة العالمية ودراسات المصالحة، وهو منصب جديد مدته أربع سنوات عُقد بالاشتراك مع كلا المؤسستين.

## الخلافات
بعد أن استُبدل كزعيم لحزب المؤتمر الوطني الأفريقي في مقاطعة كيب الغربية، عّينه مانديلا سفيرًا لدى الأمم المتحدة في جنيف. قبل أسابيع قليلة من بدء مهام هذا المنصب، ظهرت أول إشارة إلى الفساد.
كان الاتهام يتعلق بطريقة استخدام المساعدات الخارجية المقدمة إلى مؤسسة السلام والعدل الخيرية التي أنشأها بوساك. إذ بدأت شركة المحاماة بيل ديوار في جوهانسبرغ بالتحقيق في استخدام تبرع بقيمة مليون دولار قُدّم في عام 1985. صمد بوساك لمدة ستة أسابيع بينما نُشرت الفضيحة في الصحافة. فقط عندما بدأ مكتب الجرائم الاقتصادية الكبيرة تحقيقاته الخاصة، اقتنع أخيرًا بالاستقالة من وزارة الخارجية.
بعد تحقيق دام ثلاثة أشهر، أصدر مكتب المحاماة في جوهانسبرج تقريرًا من 600 صفحة يدين سلوك بوساك. وقال التقرير إن بوساك جعل نفسه ثريًا بشكل كبير من خلال تحويل الأموال لشراء منزل فخم وقضاء الإجازات ومصاريف حفل زفافه الثاني والديون التجارية لزوجته الجديدة. خُصّص ربع دخل المؤسسة فقط للمشاريع التي يقصدها المانحون الإسكندنافيون لمساعدة ضحايا الفصل العنصري.

## السياسة
انضم بوساك إلى حزب مؤتمر الشعب الجديد في ديسمبر 2008، في فبراير 2009 كان المرشح الأول للحزب في منطقة كيب الغربية في انتخابات المقاطعات والوطنية لعام 2009. في نوفمبر 2009، استقال بوساك من مجلس الشعب.